# 김기중 (축구인)
김기중(1984년 5월 22일 ~ )은 대한민국의 축구 선수이며, 포지션은 센터백이다.